# Ainu (språk)
För andra betydelser, se Ainu (olika betydelser).
Språket ainu (på ainu: アイヌ イタク, aynu itak; japanska: アイヌ語, ainu-go) talas av ainu-folket på ön Hokkaido i norra Japan. Det talades tidigare även på Kurilerna, norra delen av Honshu samt södra delen av Sachalin. Ainu anses vara ett isolerat språk, utan några kända släktingar. Man kan ibland se ainu grupperat med de paleosibiriska språken, men denna språkgrupp är en lös konstellation av flera små och isolerade språk som talades i Sibirien innan turkspråk och tungusspråk kom dit. Ainu har många ord gemensamt med nivchiskan, men den mest spridda uppfattningen är att detta beror på lån. Det finns också ett stort antal lånord från japanskan i ainu, och tvärtom. 
Det har på senare tid gjorts försök, bland annat av den japanske lingvisten Shichiro Murayama, att med hänvisning till både ordförråd och kulturella jämförelser binda ainu till de austronesiska språken.

## Talare
Ainu är ett kritiskt utrotningshotat språk  och har varit starkt hotat under åtminstone de senaste årtiondena. De flesta av dem som identifierar sig som ainu i Japan kan enbart tala japanska. Det finns cirka hundra talare i staden Nibutani, men av dessa var det redan i slutet av 1980-talet blott cirka 15 stycken som använde ainu i dagligt tal. Det går inte att säkert fastställa hur många talare som återstår idag. Det totala antalet modersmålstalare av ainu på Hokkaido har uppskattats till cirka tusen, och den absoluta majoriteten av dessa är över trettio år. Det finns idag fler som talar ainu som andraspråk än som förstaspråk.
Emellertid finns det vissa tecken som tyder på att bruket av ainu är på frammarsch. En rörelse för att revitalisera bruket av ainu försöker aktivt motverka nedgången av antalet ainu-talare. Detta har medfört att allt fler lär sig ainu som andraspråk, i synnerhet på Hokkaido.

## Fonologi
Stavelsestrukturen i ainu är KV(K) (det vill säga, stavelsen måste inledas av en konsonant, men slutkonsonanten är inte obligatorisk). Det finns få konsonantkombinationer.

### Vokaler
|        | Främre | Centrala | Bakre |
| ------ | ------ | -------- | ----- |
| Sluten | i      |          | u     |
| Mellan | e      |          | o     |
| Öppen  |        | a        |       |

Källa:

### Konsonanter
|             | Bilabial | Labio- velar | Alveolar | Palatal | Velar | Glottal |
| ----------- | -------- | ------------ | -------- | ------- | ----- | ------- |
| Klusil      | p        |              | t        |         | k     | ʔ       |
| Affrikata   |          |              | ʦ        |         |       |         |
| Nasal       | m        |              | n        |         |       |         |
| Frikativa   |          |              | s        |         |       | h       |
| Approximant |          | w            |          | j       |       |         |
| Tremulant   |          |              | r        |         |       |         |

Källa:
- Kombinationen /ti/ realiseras fonetiskt som [ʧi].
- /s/ uttalas som [ʃ] framför /i/ samt stavelsefinalt.
- Affrikatan /ʦ/ har både en tonad och en postalveolar allofon.
- Dialektal variation: Sachalin-dialekten realiserar stavelsefinalt /p, t, k, r/ som /h/.

Ainu använder sig av ordaccent. De ord i vilka det ingår ett affix tar hög ton på ordstammen, om inte den första stavelsen har en slutkonsonant eller en diftong, i vilka fall denna första stavelse tar hög ton. I alla andra ord är det den andra stavelsen som har hög ton.

## Typologi och grammatik
Ainu är SOV-språk, och använder sig av postpositioner. Subjektet och objektet markeras vanligen med hjälp av postpositioner. Substantiv kan kombineras och huvudordet placeras sist. Verben är indelade i transitiva och intransitiva verb, och avledningar bildas med hjälp av ett flertal affix. 
I typologiskt hänseende liknar ainu vad gäller ordföljd (och några fonologiska drag) japanska och koreanska. Ainu är dock ett i hög grad syntetiskt språk, vilket mer påminner om de språk som återfinns norrut och österut.

## Skrift
Ainu använder sig officiellt av en modifierad variant av den japanska stavelseskriften katakana, men även ett latinskt alfabet används. Tidskriften Ainu Times kommer ut i båda skriftsystemen. I den latinska ortografin stavas /ʦ/ c och /j/ y; /ʔ/ skrivs antingen som ett likhetstecken (=), om den glottala klusilen står mellan vokaler (som i a=sapte), eller som ett t framför en konsonant, eller genom att konsonanten ifråga dubbleras (som i cotca eller hoyuppa, detta liknar systemet i transkriberad japanska). Övriga fonem skrivs med samma bokstav som i fonetisk skrift.
Unicode-blocket Katakana Phonetic Extensions (31F0–31FF) omfattar katakanatecken som huvudsakligen är avsedda för ainu. Katakana för finalkonsonanter, vilka ej förekommer i japanska, är vanliga i ainu.

## Muntlig litteratur
Ainufolket har en rik muntlig tradition av hjältesagor, vilka kallas Yukar. I dessa finns bevarat ett antal grammatiska och lexikala arkaismer.

## Fotnoter
1. ↑  "Critically Endangered"